# Onís
Onís – gmina w Hiszpanii, w prowincji Asturia, w Asturii, o powierzchni 75,42 km². W 2011 roku gmina liczyła 786 mieszkańców.